# Pierino Baffi
Pour les articles homonymes, voir Baffi.
Pierino Baffi (né le 15 septembre 1930 à Vailate, dans la province de Crémone, en Lombardie et mort le 27 mars 1985 à Bergame) est un coureur cycliste italien des années 1950 et 1960.

## Biographie
Pierino Baffi est le père de Adriano Baffi, lui-même ancien coureur cycliste professionnel de 1985 à 2002. Professionnel de 1953 à 1966, il remporte de nombreuses victoires.
Il remporte notamment cinq étapes du Tour de France, quatre étapes du Tour d'Italie et cinq étapes du Tour d'Espagne.
En 1958, Pierino Baffi devient le deuxième coureur dans l'histoire du cyclisme à remporter au moins une étape dans les trois grands tours la même année, après Miguel Poblet. Depuis, seul Alessandro Petacchi a réussi cette performance, en 2003. Il est le seul des trois à avoir terminé ces trois grands tours cette année-là.

## Palmarès
- 1953
  - 1re, 2ea et 6eb étapes du Giro di Puglia e Lucania
  - 2e de la Coppa Agostoni

- 1955
  - 6e et 9e étapes du Tour d'Espagne
  - Coppa Mostra del Tessile
  - Coppa Gennari
  - 2e du Tour de Vénétie
  - 2e de la Coppa Agostoni

- 1956
  - Tour de Romagne
  - 10e étape du Tour d'Italie
  - Milan-Vignola
  - 2e du Trofeo Fenaroli 
  - 3e du championnat d'Italie sur route (Coppa Bernocchi)

- 1957
  - 8e et 19e étapes du Tour de France
  - 2e du Trophée Matteotti

- 1958
  - 3e et 4e étapes du Tour d'Espagne
  - 12e étape du Tour d'Italie
  - 10e, 16e et 24e étapes du Tour de France
  - 8e de Milan-San Remo

- 1959
  - Milan-Mantoue
  - 9e étape de Paris-Nice
  - 7eb étape de Rome-Naples-Rome
  - 2e de Menton-Gênes-Rome
  - 3e de Paris-Nice
  - 3e du Tour de Campanie
  - 3e du Grand Prix de l'industrie et du commerce de Prato

- 1960
  - Tour d'Émilie
  - Trofeo Fenaroli
  - 6e étape du Tour d'Italie
  - 4ea étape de Rome-Naples-Rome
  - 2e de Milan-Mantoue
  - 3e du Tour de Campanie
  - 3e du Tour de la province de Reggio de Calabre

- 1961
  - GP Faema
  - 5e étape de Menton-Rome
  - 2eb étape des Tre Giorni del Sud
  - 2e de Milan-Mantoue
  - 3e du Tour de Campanie
  - 3e du Tour du Latium

- 1962
  - Coppa Bernocchi
  - Milan-Mantoue
  - Trophée Matteotti

- 1963
  - Trophée Matteotti
  - 2e étape du Tour d'Italie
  - 1re et 4e étapes du Tour de Luxembourg
  - 2e du Tour de Romagne
  - 2e du Tour de Campanie
  - 5e du Championnat de Zurich

## Résultats sur les grands tours

### Tour de France
6 participations
- 1956 : 55e
- 1957 : 23e, vainqueur des 8e et 19e étapes
- 1958 : 63e, vainqueur des 10e, 16e et 24e étapes
- 1959 : 60e
- 1960 : 68e
- 1962 : 61e

### Tour d'Italie
12 participations
- 1954 : abandon
- 1955 : 22e
- 1956 : 16e, vainqueur de la 10e étape,  maillot rose pendant 2 jours (dont 1 demi-étape)
- 1957 : 29e
- 1958 : 23e, vainqueur de la 12e étape
- 1959 : 53e
- 1960 : 37e, vainqueur de la 6e étape
- 1961 : 67e
- 1962 : 46e
- 1963 : 77e, vainqueur de la 2e étape
- 1964 : 91e
- 1965 : 72e

### Tour d'Espagne
2 participations
- 1955 : 27e, vainqueur des 6e et 9e étapes
- 1958 : 37e, vainqueur des 3e et 4e étapes